# Taira no Kiyomori
En aquest nom japonès, el cognom és Taira.
Taira no Kiyomori (1118 - 21 de març de 1181, Kioto) va ser un líder del poderós clan Taira i el primer membre de la classe guerrera samurai del Japó. El clan Taira es va fer útil per a la cort imperial en reprimir als pirates del Mar Interior de Seto. El 1156 quan l'emperador retirat Sutoku, va aprofitar el Clan Minamoto per participar en una rebel·lió contra el monarca regnant Go-Shirakawa, Kiyomori donà suport a Go-Shirakawa i va derrotar-los. Els Minamoto van organitzar la tornada el 1159, però Kiyomori els va abatre altre cop, executant a tots els barons Minamoto excepte als nens Minamoto no Yoritomo i Minamoto no Yoshitsune, qui més tard el derrocarien. Temporalment victoriós, en Kiyomori va rebre els més alts rangs de la cort i va manipular el tron per casar les seves filles amb membres de la família imperial. Finalment, les tropes Taira van ser derrotades i sotmeses per Minamoto el 1185.

## Vegis també
- Guerres Genpei
- Shogunat Kamakura
- Insei